# Monastero di San Volfango (Hanau)
Il monastero di San Volfango di Hanau è un monastero servita in rovina  nei pressi della città di Hanau, in Germania. Dipendeva anticamente dall'abbazia di Fulda.

## Localizzazione
bacheca informativa

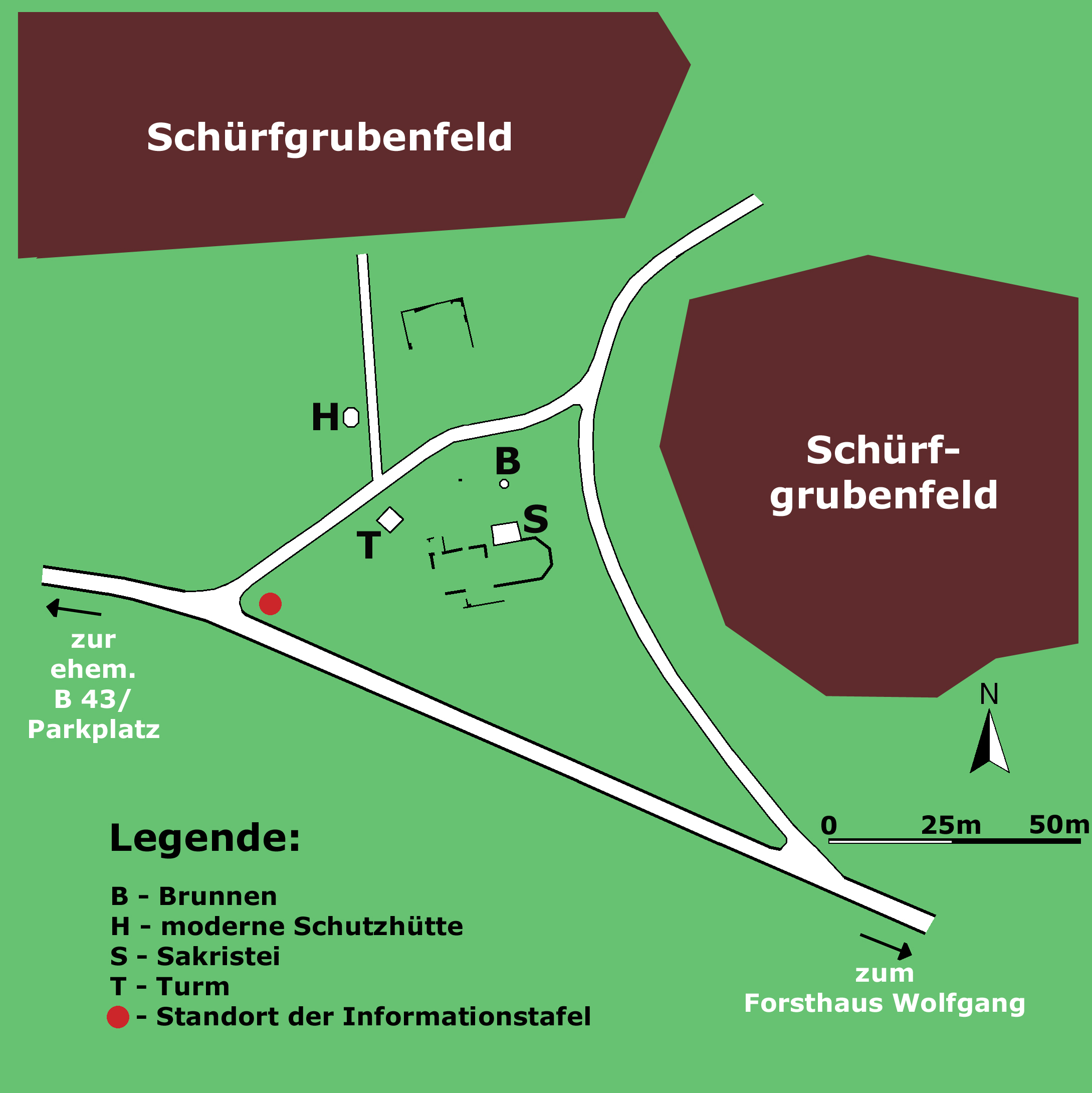
Mappa che illustra il sito archeologico del monastero:
B = fontana/abbeveratoio
H = moderno rifugio
S = sacrestia e resti della chiesa
T = torre campanaria
bacheca informativa

Il monastero si trova posto a metà strada tra la città di Hanau-Wolfgang e Niederrodenbach, a circa 1,5 km di distanza dalla periferia di entrambe le città. L'estesa foresta che si trova attorno alle attuali rovine del convento sorge su un suolo prevalentemente sabbioso e composto da abeti. A sud dell'area dell'ex convento si trova oggi la riserva naturale "Rote Lache" che probabilmente ha preso il nome dai numerosissimi ritrovamenti di rocce ferrose. L'area intorno al monastero è disseminata di numerose miniere di diverse dimensioni, risalenti all'epoca delle estrazioni minerarie.
L'antico limes romano alto tedesco-retico corre a circa 750 m a ovest della struttura.

## Storia

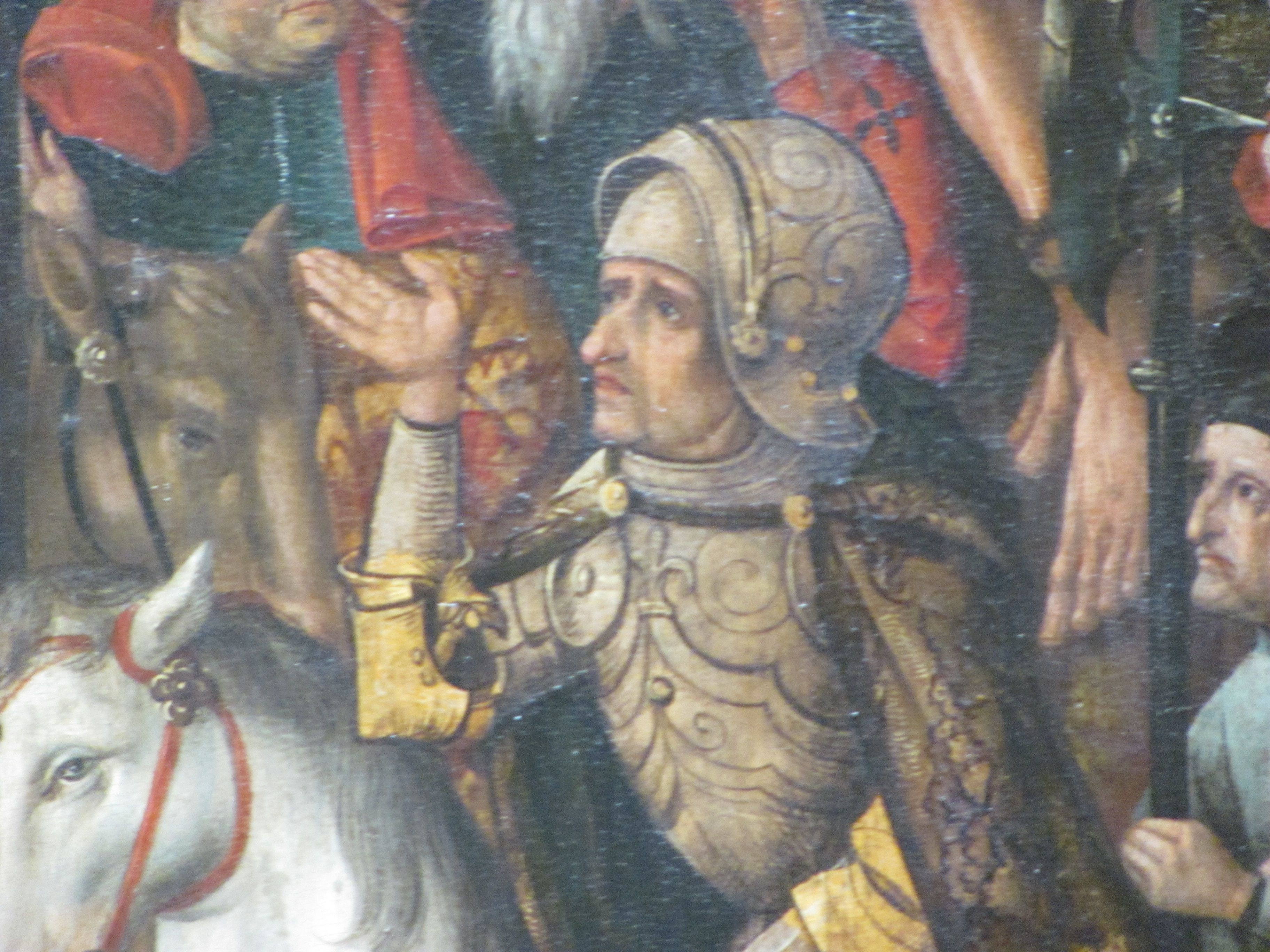
Il conte Filippo I di Hanau-Münzenberg ingrandì e dotò il monastero nel XV secolo

La storia del monastero inizia con una primitiva cappella consacrata a San Volgango, costruita intorno al 1468 da Erasmo Hasefuß, membro della corte e primo trombettista del conte Filippo I di Hanau-Münzenberg. Questa cappella sembra aver goduto nel tempo di grande popolarità, al punto che attorno ad essa si radunarono un piccolo gruppo di cinque monaci dell'ordine dei serviti che vi presero residenza stabile. L'epoca della fondazione del monastero può essere fissata solo approssimativamente tra il 1490 e il 1494, dal momento che a noi è giunta unicamente una copia non datata dell'ultimo quarto del XVI secolo del documento di conferma pontificia per la consegna dell'edificio del monastero ai frati. Tuttavia, nello stesso documento si precisa che i monaci vi abitassero già da sei anni. Si dice anche che anche il conte di Hanau si fosse interessato alla struttura, facendovi erigere una sala da pranzo, delle strutture accessorie e facendo ampliare l'originaria cappella sino a costituirvi una vera e propria chiesa.
Nel suo testamento, il conte Filippo lasciò ai frati di San Volfango in dono perpetuo annuale "12 ottavi di grano e 4 fiorini" affinché ogni anno venisse celebrata una messa per la sua anima. Il monastero passò sotto la direzione dell'abbazia di Fulda
Della pur breve storia del monastero ci sono giunti pochi documenti, tra cui una lettera del cardinale legato Raymond Pérault all'arcivescovo di Magonza che oggi è conservata presso l'Archivio di Stato dell'Assia a Marburgo: essa, basata in gran parte sul parere del conte Reinhard IV von Hanau-Münzenberg, solleva gravi accuse contro i monaci di San Volfango che venivano additati come fornicatori, rissosi e addirittura viene loro mossa l'accusa di tenere presso il monastero un mercato abusivo settimanale. Ad oggi l'attendibilità di questo documento è messa fortemente in discussione, ma all'epoca pare abbia avuto una certa influenza al punto che iniziò a circolare la notizia di un possibile scioglimento del monastero e del trasferimento delle sue entrate all'ospedale di Hanau qualora le accuse fossero risultate fondate.
Nel 1512, evidentemente, la situazione sembrava essere stata risolta positivamente, in quanto tre confratelli vengono invitati a presenziare ai funerali del conte, e quattro pure presenziarono ai funerali di Caterina di Schwarzburg-Blankenburg, vedova di Reinhard IV, nel 1515. Nel 1520 l'arcivescovo di Magonza, Alberto di Hohenzollern, confermò ancora una volta vari privilegi al monastero. Nel 1525 il monastero venne colpito dai cittadini di Hanau sotto la guida del sindaco locale durante la guerra dei contadini, venendo saccheggiato e parzialmente distrutto. La struttura subì ulteriori distruzioni nel 1527 per poi venire abbandonato. All'ultimo censimento vi abitavano quattro monaci e un priore.
Non lontano dalle rovine del monastero, Giovanni Reinardo III, ultimo conte di Hanau-Lichtenberg, costruì nel 1715 il padiglione di caccia di san Volfango come propria residenza di caccia, oggi utilizzata come sede dell'ufficio forestale dell'Assia. Nel 1830, Clemens Brentano scrisse il romanzo fiabesco Gockel, Hinkel und Gackeleia proprio durante un soggiorno nella vicina fattoria di Trages a Freigericht (l'opera venne pubblicata poi nel 1838). Le descrizioni dei luoghi contenute nell'opera suggeriscono come le rovine del monastero ebbero una qualche influenza sull'ambientazione del romanzo.
Nel 2013 sono stati effettuati per la prima volta degli scavi sistematici nell'area delle rovine del monastero da parte dell'Associazione Storica di Hanau. Nella zona centrale del monastero, sono stati trovati quelli che sembrerebbero resti di altri edifici collegati alla struttura conventuale. Nell'estate del 2014 vennero compiuti ulteriori scavi presso i resti della torre campanaria dell'ex convento (la struttura attualmente presente meglio conservata).

## Descrizione dei resti

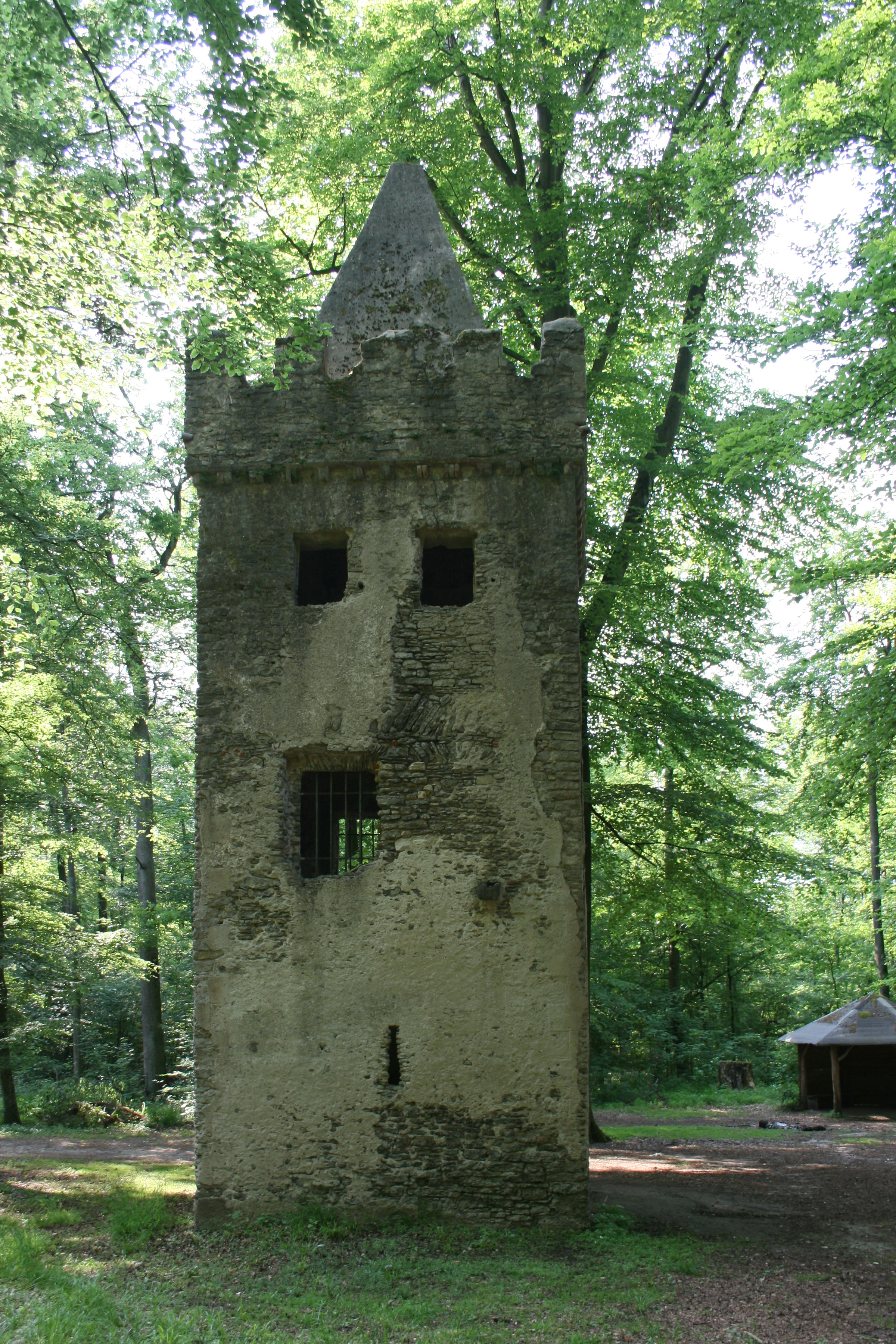
La torre campanaria

Gran parte del complesso monastico si trova oggi in rovina, ma alcuni edifici sono ancora distinguibili: la torre campanaria, una sacrestia annessa all'interno della chiesa e una fontana in pietra (diametro 2,20 m). Le fondamenta della chiesa sono ancora parzialmente visibili. Alcuni muri rinvenuti a nord suggeriscono la presenza di altri edifici.

### La torre campanaria
I resti della torre campanaria della chiesa del convento di San Volfango si presentano a pianta quadrata (4,10 m per lato) con un'altezza di poco più di 10 metri, chiusa alla sommità da un tetto conico con merlature. L'interno, già riparato nel Novecento con calcestruzzo, si presenta oggi in stato di degrado ma solido. I quattro angoli della torre coincidono perfettamente con i quattro punti cardinali.
La muratura è costituita, come in tutti gli edifici ancora visibili, da pietrisco di varia pezzatura, per lo più calcare locale, e talvolta anche in laterizio di recupero. Il numero delle finestre, aperte e chiuse attualmente, indicano un gran numero di modifiche e ristrutturazioni apportate alla struttura nella pur breve esistenza del monastero. All'interno vi si trova anche un camino.

### La chiesa

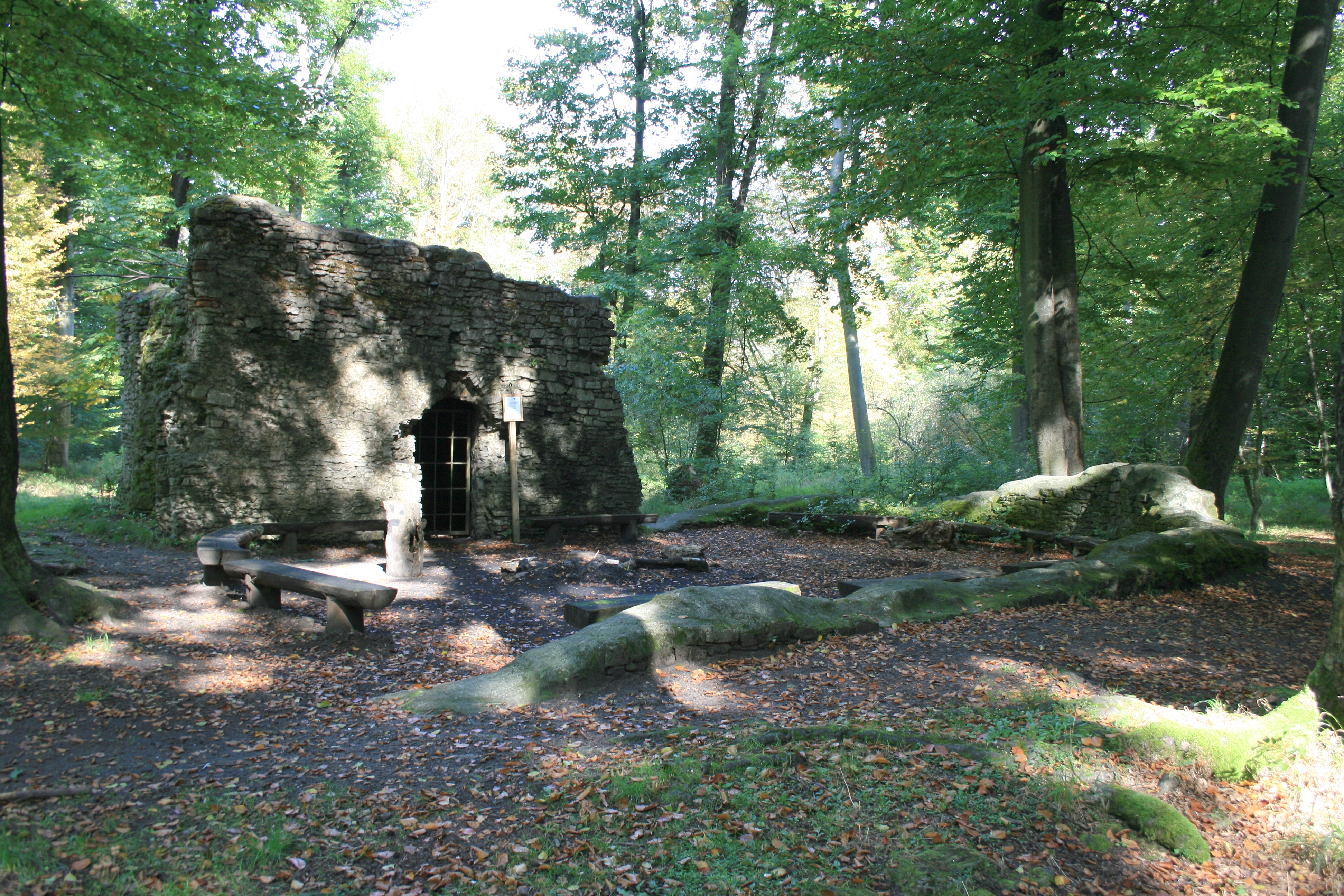
La sacrestia e i resti della pianta della chiesa del convento

Sono ancora visibili i singoli muri di fondazione della navata lunga 22,40 m e larga 7,40 m. La struttura era orientata ad est e la presenza di un muro parallelo al muro sud indica la presenza di una navata laterale. La controparte sulla parete nord è stata scoperta nelle campagne di scavi del 2013/2014, per cui si deve ipotizzare che all'interno la chiesa disponesse di ben tre navate.

### La sacrestia
Integrato nella parete nord della chiesa si trova ancora oggi un ambiente rimasto quasi completamente intatto, noto popolarmente come "stalla degli asini" ma corrispondente con tutta probabilità alla sacrestia dell'antico monastero. La struttura, di dimensioni 5,45 m × 4,35 m, presenta sulla parete ovest una nicchia a forma di semicerchio ove, forse, si trovava un piccolo altare mariano.